# Lucy Wills

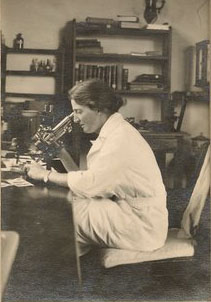
Lucy Wills in Indien am Mikroskop

Lucy Wills (* 10. Mai 1888 in Royal Sutton Coldfield, Vereinigtes Königreich; † 26. April 1964 im Vereinigten Königreich) war eine britische Hämatologin. Sie forschte in den späten 1920er und frühen 1930er Jahren in Indien über makrozytäre Anämie in der Schwangerschaft. Sie entdeckte einen Nährstofffaktor in Hefen, der diese Krankheit sowohl verhindert als auch heilt. Der von ihr identifizierte Nährstofffaktor, der Wills-Faktor, erwies sich später als Folat, die natürlich vorkommende Form von Folsäure.

## Leben und Werk

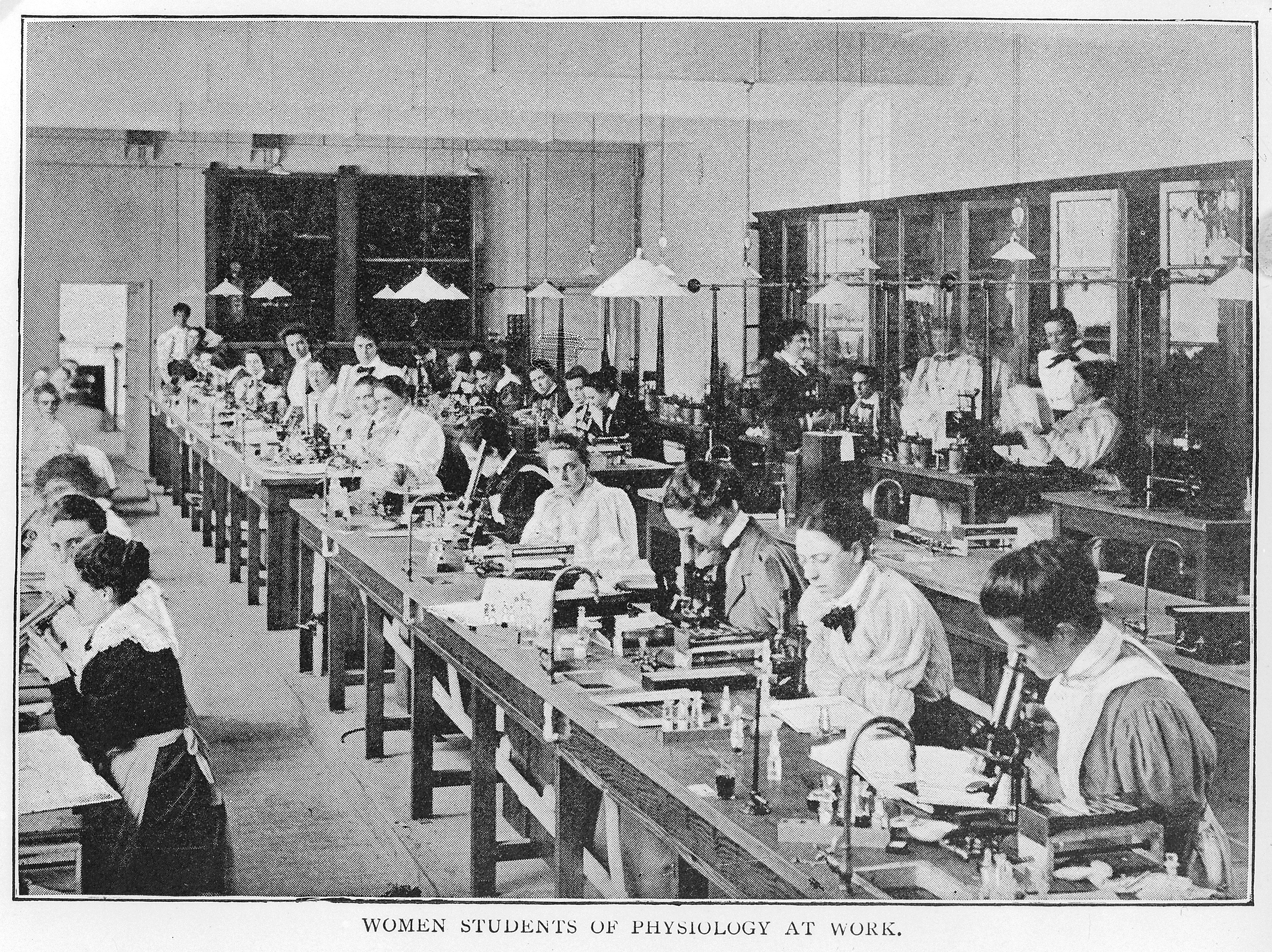
Studentinnen der Physiologie an der London School of Medicine, Physiology Laboratory, 1899

Wills war eines von vier Kindern des Teilhabers einer Fabrik für Schneidewerkzeuge William Leonard Wills und seiner Frau Gertrude Annie Johnston. Ihr älterer Bruder Leonard Johnston Wills wurde Professor für Geologie an der University of Cambridge. Sie besuchte das Cheltenham College for Young Ladies, eines der ersten britischen Internate, das Studentinnen in Naturwissenschaften und Mathematik ausbildete. 1911 schloss sie am Newnham College der Universität Cambridge ihr Studium mit Auszeichnung in Botanik und Geologie ab. Anschließend reiste sie nach Südafrika, wo sie ihre Freundin aus Cambridge, Margaret Hume, traf, die dort Botanik in Kapstadt lehrte. Während des Ersten Weltkriegs arbeitete Wills in Südafrika als Krankenschwester.
Nach ihrer Rückkehr nach London studierte Wills Medizin an der London School of Medicine for Women, der ersten Schule in Großbritannien, die Ärztinnen ausbildete. 1920 erhielt sie ihren medizinischen Abschluss an der Universität London. Nach ihrem Abschluss begann Wills in der Abteilung für chemische Pathologie des Royal Free Hospital zu arbeiten.

## Forschung
In Indien wurde Margaret Balfour, die am Haffkine Institute in Bombay arbeitete, auf die hohe Prävalenz einer besonders schweren und oft tödlichen Form der Anämie in der Schwangerschaft aufmerksam. Balfour nahm Kontakt zu Wills auf. In den späten 1920er und frühen 1930er Jahren besuchte Wills mehrmals Indien, wo sie am Haffkine Institute mit Mitteln der Lady Tata Foundation an ernährungsbedingten Anämien arbeitete. Diese Studie war ins Leben gerufen worden, weil Balfour festgestellt hatte, dass Schwangerschaftsanämie unter in der Textilindustrie tätigen Inderinnen häufig auftrat. Wills fand heraus, dass sich diese Anämie von perniziöser Anämie unterschied, da die Patientinnen keine Achlorhydrie hatten und auf rohe Leberextrakte ansprachen, nicht aber auf jene Leberextrakte, mit denen perniziöse Anämie erfolgreich behandelt wurde. Sie entdeckte, dass diese Art von Anämie auf Hefeextrakte wie Marmite ansprach, die ein billiges und wirksames Heilmittel darstellten, das den indischen Frauen problemlos verabreicht werden konnte. Sie postulierte, dass es einen anderen Faktor als Vitamin B12 geben müsse, der für diese makrozytäre Anämie verantwortlich sei. Einige Jahre lang war dieser Ernährungsfaktor als Wills-Faktor bekannt, und in den 40er Jahren des 20. Jahrhunderts wurde nachgewiesen, dass es sich dabei um Folat handelte, dessen synthetische Form Folsäure ist.
1928 wurde sie zur Teilzeit-Biochemikerin am Royal Free Hospital ernannt, setzte jedoch ihre Studien in Indien fort. 1938 schrieb sie mit Barbara Evans Artikel in The Lancet über Tropische makrozytäre Anämien. Sie kehrte nach Kriegsausbruch 1939 nach England zurück und wurde Vollzeitpathologin im Rettungsdienst und leitete später die Pathologie am Royal Free Hospital. Bis Kriegsende hatte sie dort die erste Hämatologieabteilung gegründet. Sie fuhr nie Auto, sondern benutzte immer ein Fahrrad als Fortbewegungsmittel, ein Symbol ihres Engagements für Bewegung im Freien und die Umwelt.
Viele Jahre lang lebte Wills mit Margaret Hume in einem gemeinsamen Haus in Surrey. Nach ihrer Pensionierung 1947 forschte sie eine Zeit lang an in Südafrika und Fidschi an den Auswirkungen der Ernährung auf die Gesundheit. Wills war eine von drei Experten, die für die erste Ernährungsstudie in Fidschi eingesetzt wurden.  Wills kaufte in Haus in Chelsea (London), wo sie politisch aktiver und zur Stadträtin für gewählt wurde, was sie für die letzten 10 Jahre ihres Lebens blieb.
Zu ihrem 131. Geburtstag erschien am 10. Mai 2019 ein Google Doodle.

## Veröffentlichungen (Auswahl)
- I. Plant Cuticles from the Coal-Measures of Britain. Geological Magazine. 1 (9). Cambridge University Press, 1914, S. 385–390. doi:10.1017/s0016756800152987.
- mit Joan Warwick: The Adenoid Child: A Histological and Clinical Study. QJM, 17 (66), 1924, S. 162–169. doi:10.1093/qjmed/os-17.66.162.
- Treatment of 'pernicious anaemia' of pregnancy and 'tropical anaemia,' with special reference to yeast extract as a curative agent. British Medical Journal 1, 1931, S. 1059–1064.
- The nature of the haemopoietic factor in Marmite. Lancet 221, 1933, S. 1283–1285.
- Studies in pernicious anaemia of pregnancy. Part VI. Tropical macrocytic anaemia as a deficiency disease, with special reference to the vitamin B complex. Indian Journal of Medical Research 21, 1934, S. 669–681.